# Hockey subacqueo
L'hockey subacqueo è una variante dell'omonimo sport, praticato in apnea.

## Attrezzatura
L'attrezzatura è composta da pinne, maschera, boccaglio, calottina protettiva da pallanuoto, una mazzetta di legno o altro materiale galleggiante di circa 30 cm di lunghezza e forma prestabilita, un guanto di silicone o lattice che protegge la mano che impugna la mazzetta, un dischetto di metallo rivestito di plastica dal peso 1,3 kg, di forma simile a quello da hockey su ghiaccio.

## Regole
L'hockey si pratica in piscina, la dimensione del campo è quella delle normali piscine: 25 m di lunghezza per 12-15 di larghezza, con una profondità compresa tra i 1,80 e i 3 metri circa. Le porte sono larghe 3 metri, adagiate sul fondo della piscina.
Le partite durano 30 minuti, divisi in 2 tempi da 15 minuti. 
Le squadre sono composte da 10 giocatori: 6 in acqua e 4 riserve, che sono posizionate in acqua ai lati del campo in una apposita zona; le sostituzioni sono volanti (come nell'hockey su ghiaccio), quando un giocatore entra nel pozzetto del cambio il sostituto può entrare in acqua.
L'obiettivo del gioco è quello di fare goal con il disco nella porta avversaria, esattamente come un qualsiasi altro sport di squadra, cercando di superare i giocatori avversari.
Il gioco si fa in apnea, risalendo per respirare e reimmergendosi per poter partecipare al gioco.

## Arbitraggio
Gli arbitri sono 3: un capo arbitro è posizionato fuori dall'acqua ed ha un interruttore che aziona un segnale sonoro, e altri 2 (nelle competizioni mondiali possono essere 3) sono in acqua. Quando un arbitro rileva una infrazione, viene segnalata al capo arbitro che interrompe il gioco. Segnato un gol, uno degli arbitri in acqua chiede conferma al secondo che, se d'accordo, convaliderà il gol. Gli arbitri comunicano mediante più gesti.

## In Italia
Le prime squadre di hockey sono nate a Bologna nel 1998: UISP-Assetto Variabile (poi divenuta Assetto Variabile HS) e Sub Nettuno. Successivamente, il movimento, lanciato da Leone Tarozzi e Donato Puggioli, si espande. Si aggiunge la squadra Sub Bologna (realtà già nota nel nuoto pinnato) e si diffonde in altre città italiane. 
Le prime città coinvolte sono Roma, Torino e Catania dove, nel 1999, in occasione dei Giochi del Mare, si è svolto un torneo. Il primo campionato italiano ufficiale riconosciuto dalla Fipsas si è disputato nel 2000 a Bologna, grazie al coinvolgimento di alcuni tecnici e atleti che si allenavano e lavorano nel campo acquatico.
Nel 1999 a Roma, nella piscina Racing Nuoto, nasce la Romaquatik Aisp Racing, grazie all'incontro tra Christian Yari Schembri e Electtra Kalaugher. Quest'ultima, giocatrice neozelandese di grande esperienza, divenne fondamentale per la storia Italiana e in qualità di coach della nazionale azzurra, porto l'Italia alle sue prime apparizioni in campionati internazionali CMAS pur giocando da capitano nella squadra romana. Si creò dunque un secondo polo di promozione dell'hockey subacqueo in Italia, grazie all'importante impegno di Christian Yari Schembri, che divenne in seguito giocatore della nazionale italiana ed allenatore di nuovi giocatori che hanno contribuito alla nascita di altre squadre (es. Danila Staffoli in Sardegna, Paolo Rocchi e Francesco Meloni a Roma).  Nel Nord Italia fu imponente il lavoro dell'Assetto Variabile di Leone Tarozzi, dalla quale è nata la HSDucale a Parma.
Le attuali squadre di hockey subacqueo in Italia sono: Assetto Variabile e H2BO a Bologna,  Eridania Torino, Sub Cagliari, Nel Blu Trieste, Altitudo Roma, GSO La Spezia, Circolo Inzani Parma, Nuoto Sub Vignola, Sub Rimini, Just Apnea Bari e i Favolli a Livorno
Il campionato italiano 2007 è stato disputato a Cagliari ed è stato vinto dalla bolognese H2BO, davanti ai concittadini dell'Assetto Variabile e all'HS Ducale Parma.
Il campionato italiano 2008 è stato disputato a Avellino ed è stato vinto dalla bolognese Assetto Variabile, in finale sui concittadini di H2BO e all'HS Ducale Parma.
Il campionato italiano 2009 si è disputato su più giornate, l'ultima delle quali all'evento Subacquatica 2009 (Lignano Sabbiadoro) dove l'H2BO ha conquistato il titolo battendo in finale l'Hockey Ducale Parma con il punteggio di 3 a 1. Terzo posto per l'Assetto Variabile Bologna.
Il campionato italiano 2010, disputato in più date con finale a Lignano Sabbiadoro ha visto trionfare l'HSDucale di Parma in finale contro l'H2BO per 2 a 0. I marcatori sono stati: Valentina Bertoli e il capitano Alessio Varacca. Terzo posto per l'Assetto Variabile Bologna.
Il campionato italiano 2011, disputato in data unica a Lignano Sabbiadoro, ha visto l'H2BO vincere il suo terzo titolo in 5 anni, battendo in finale l'HSDucale Parma con il punteggio di 3 a 2. La formazione campione d'Italia è: Alexander Perez, Michele Bottazzo, Antonio Segatori, Giacomo Pallotti, Luca Bertossi, Francesco Marani, Marco Gruppioni, Carlo Natale. Terzo posto per il Sub Cagliari la cui formazione è: Danila Staffoli, Maximiliano Melis, Nicola Artizzu, Pierandrea Poma, Francesco Gatto, Rossano Boi, Danilo Casale, Federico Rais e Fabio Manca; guidati dai magistrali Gianluca Desogus nel ruolo di allenatore-giocatore e Stefano Pani in veste di capitano della squadra.
A Roma nel 2011 si è disputato il primo campionato italiano per ragazzi, ripetuto anche l'anno successivo. 
Il campionato italiano 2012, disputato sempre a Lignano Sabbiadoro, ha visto l'Assetto Variabile Bologna battere in finale i cugini dell'H2BO (alla sesta finale in 6 anni) dopo due supplementari con il punteggio di 5 a 2. Terzo posto per l'HSDucale Parma.
Il campionato italiano 2017, si è svolto in 3 tappe, Riccione, Bari e Livorno e ha visto trionfare l'Altitudo Roma in un girone all'italiana con partite di andata e ritorno, conquistando 9 vittorie ed una sola sconfitta e realizzando la bellezza di 99 gol subendone solo 9. La formazione campione d'Italia è: Lorenzo Proia, Paolo Rocchi, Alessandro Proia, Francesco Meloni, Domenico De Santi, Yasin Mohamed, Carlo Samà, Federico Arca, Giacomo Recchi, Enrique Baron Gonzalez e Alicia Garcia Alvarez. Nella stessa stagione si è svolta la Coppa Italia nella piscina comunale di Trieste che ha visto sempre primeggiare la formazione romana dell'Altitudo, che ha centrato così una storica doppietta stagionale, campionato e coppa.
Il campionato italiano 2018 e la Coppa Italia 2018 sono stati conquistati dall'Altitudo Roma, dopo aver battuto in entrambi in casi in finale la compagine di Cagliari. Da sottolineare l'ottima stagione del nuovo acquisto Alfredo El Gordo Arienzo che ha condotto la squadra capitolina al doppio successo annuale. All'atleta è stato anche assegnato il premio UWH MVP. 
Il campionato italiano 2019, disputato in più date con finale a Livorno, ha visto nuovamente trionfare l'Altitudo Roma in finale contro il Sub Cagliari. La Coppa Italia 2019 non è stata disputata.
Il campionato italiano 2020, interrotto a causa della pandemia da Covid-19, è stato assegnato al Circolo Inzani Parma, prima in classifica al termine della prima giornata. La Coppa Italia 2020 non è stata disputata (Detentore Altitudo Roma).
Il campionato italiano 2021, disputato in data unica a San Marino, è stato vinto dal Sub Cagliari, al secondo posto l'Altitudo Roma. La Coppa Italia 2021 non è stata disputata (Detentore Altitudo Roma).
Il campionato italiano 2022, disputato in data unica a Bologna, è stato vinto dal Sub Cagliari in finale contro Just Apnea Bari per 3 a 1. Terzo posto per l'Assetto Variabile Bologna. La Coppa Italia 2019 non è stata disputata. La Coppa Italia 2022 non è stata disputata (Detentore Altitudo Roma).
Il campionato italiano 2023, disputato in più date a San Marino, è stato vinto dal Sub Cagliari in finale contro Just Apnea Bari.  
Il campionato italiano 2024, disputato in un'unica tappa divisa in due giorni a San Marino, è stato vinto da Just Apnea Bari in finale contro Sub Cagliari per 9 a 1. Terzo posto per Altitudo Roma 1. Ottimo risultato per Altitudo Roma 2 capitanata dal fuoriclasse Alfredo Arienzo che ha conquistato un inaspettato sesto posto nonostante abbia vinto una sola partita nelle due giornate di gare. La Coppa Italia 2024 è stata disputata a Cagliari e ha visto trionfare la squadra di casa Sub Cagliari.  
| Anno | Primo classificato   | Secondo classificato | Terzo classificato |
| ---- | -------------------- | -------------------- | ------------------ |
| 1999 | Assetto Variabile    | Sub Nettuno          |                    |
| 2000 | Assetto Variabile    | Sub Nettuno          |                    |
| 2001 | Sub Bologna          | Sub Nettuno          | Assetto Variabile  |
| 2002 | Assetto Variabile    | Sub Bologna          | HS Ducale          |
| 2003 | Assetto Variabile    | Sub Bologna          | HS Ducale          |
| 2004 | Assetto Variabile    | Sub Bologna          | HS Ducale          |
| 2005 | HS Ducale            | Assetto Variabile    | H2BO               |
| 2006 | Assetto Variabile    | HS Ducale            | Ciriè Torino       |
| 2007 | H2BO                 | Assetto Variabile    | HS Ducale          |
| 2008 | Assetto Variabile    | H2BO                 | HS Ducale          |
| 2009 | H2BO                 | HS Ducale            | Assetto Variabile  |
| 2010 | HS Ducale            | H2BO                 | Assetto Variabile  |
| 2011 | H2BO                 | HS Ducale            | Sub Cagliari       |
| 2012 | Assetto Variabile    | H2BO                 | HS Ducale          |
| 2013 | Assetto Variabile    | H2BO                 | HS Ducale          |
| 2014 | Assetto Variabile    | HS Ducale            | Altitudo Roma      |
| 2015 | Assetto Variabile    | HS Ducale            | Altitudo Roma      |
| 2016 | Sub Cagliari         | Assetto Variabile    | Altitudo Roma      |
| 2017 | Altitudo Roma        | Sub Cagliari         | HS Ducale          |
| 2018 | Altitudo Roma        | Sub Cagliari         | HS Ducale          |
| 2019 | Altitudo Roma        | Sub Cagliari         | Assetto Variabile  |
| 2020 | Circolo Inzani Parma | Sub Cagliari         | Just Apnea Bari    |
| 2021 | Sub Cagliari         | Altitudo Roma        | H2BO               |
| 2022 | Sub Cagliari         | Just Apnea Bari      | Assetto Variabile  |
| 2023 | Sub Cagliari         | Just Apnea Bari      | Gian Neri Rimini   |
| 2024 | Just Apnea Bari      | Sub Cagliari         | Altitudo Roma      |
| 2025 | Sub Cagliari         | Altitudo Roma        | Just Apnea Bari    |

## La Nazionale
La prima nazionale italiana maschile è stata selezionata nel 1998 ed ha partecipato ai Campionati Mondiali in USA. Allenatrice era Electra Kalaugher, giocatrice neozelandese.
La prima nazionale italiana femminile ha partecipato nel 2001 ai Campionati Europei a Belgrado, agli ordini di Fabrizio Fanti.
Nel settembre del 2009 si sono disputati i Campionati del Mondo CMAS, organizzati a Kranj. La nazionale italiana maschile si è classificata al 7º posto.
In agosto 2019 si è disputato a Sheffield il campionato mondiale giovanile. L'Italia ha partecipato con la selezione Under-24, classificatasi al 8º posto.

## Storia
L'hockey subacqueo nasce in Inghilterra il 18 novembre del 1954, per poi diffondersi in Australia, Sudafrica, Nuova Zelanda, e successivamente, negli anni ottanta e novanta, in Europa e nel continente americano. Soltanto nel 1997 viene introdotto in Italia. Attualmente fa parte della Federazione Italiana Pesca Sportiva ed Attività Subacquee, che include altri sport come apnea, nuoto pinnato e rugby subacqueo.
A livello mondiale attualmente ci sono due federazioni distinte di hockey subacqueo: la Cmas (della quale fanno parte indicativamente tutti i paesi europei), e la neo nata Aquachallenge (che include i paesi 
rimanenti).